# Путеводитель по справочной литературе
Путеводитель по справочной литературе (Путеводитель по справочным книгам, Путеводитель по справочным изданиям; англ. Guide to Reference Books) — печатное справочное издание, издававшееся в Чикаго Американской библиотечной ассоциацией с 1902 по 1996 год и посвященное различным изданиям справочного характера (приводились библиографические описания и краткие аннотации).
В периодике издание имело в основном положительные отзывы и фактически стало основным академическим справочным изданием для библиотек на всей территории США.
В 2008—2016 годах Путеводитель существовал в форме онлайн-базы данных.
Британским аналогом издания являлся многотомный справочник «Walford’s Guide to Reference Material», составлявшийся А. Дж. Уолфордом с сотрудниками, французским — трёхтомный справочник «Les Sources du Travail Bibliographique» Луиз Ноэль Мальклес 1950—1958 годов издания.

## История
Первое издание Путеводителя было составлено в самом начале XX века руководителем Школы библиотечного дела при Дрексельском университете в Филадельфии Элис Бертой Крёгер (1864—1909). Книга предназначалась для студентов и специалистов библиотечного дела. Наполнив книгу короткими статьями и отсылками к другим публикациям, Крёгер использовала её, чтобы «систематизировать как принципы обучения справочно-библиотечному делу, так и сферу компетенции справочно-библиотечного дела». Книга включала ряд указателей, описывающих и оценивающих справочные издания по различным темам, и была призвана помочь начинающему библиотекарю узнать о наиболее полезных и надёжных справочных изданиях, доступных на рынке.

Руководство было не только инструментом для библиотекарей-практиков, но изначально задумывалось и как учебник для студентов, желающих систематически изучать основы справочной работы. <…> В ранних изданиях есть разделы о справочных отделах библиотек и рекомендации о том, как читать справочные издания. В последующие годы от использования Путеводителя в качестве учебника по большей части отказались.

После смерти Крёгер Американская библиотечная ассоциация попросила Айседору Гилберт Мадж (1875—1957), — руководителя справочного отдела библиотеки Колумбийского университета, — возглавить редактирование Путеводителя, на что она согласилась. Мадж положила начало многолетней традиции библиотеки университета, когда сотрудники её справочного отдела вели по сути «четыре жизни — в качестве редакторов, администраторов, экспертов по формированию фондов и специалистов справочной работы „на передовой“». Большая часть работы над Путеводителем выполнялась ими параллельно с обычными рабочими обязанностями сотрудников справочного отдела: формированием фондов и оказанием помощи студентам и преподавателям в их учебной и научной деятельности. В интервью 1955 года Мадж в шутку говорила, что работа над Путеводителем едва не убила её.
В 1941 году Мадж, более тридцати лет редактировавшая издание, передала ответственность за него своей преемнице по справочному отделу библиотеки Колумбийского университета — Констанс Мейбл Уинчелл (1896—1983). Уинчелл в седьмом издании существенно реорганизовала Путеводитель, классифицировав справочные издания по различным дисциплинам таким же образом, как подразделяются факультеты в университетах; предметные указатели были значительно расширены. Рецензенты изданий, подготовленных Уинчелл, высоко оценили её умение правильно использовать наработки своих предшественников и в то же время вносить в Путеводитель значительные и полезные изменения. В 1962 году Уинчелл ушла на пенсию, но продолжила работу над Путеводителем, выпустив под своей редакцией восьмое издание. Передавая дела своему преемнику, Уинчелл в шутку сказала: «Постарайся, чтобы Путеводитель не стал таким же большим, как телефонный справочник Манхэттена».
В 1967 году должность руководителя справочного отдела библиотеки Колумбийского университета перешла к Юджину Полу Шихи (1922—2013), и он взял на себя задачу редактирования Путеводителя. Работая с 1953 года ассистентом Уинчелл, Шихи перенял её стиль работы и принципы отбора изданий для Путеводителя. Под его руководством в 1968, 1970 и 1972 годах были выпущены дополнения с предметными указателями недавно опубликованных или вновь обнаруженных материалов. В 1976 году вышло совершенно новое девятое издание, в котором Шихи и два его помощника (штатных сотрудника справочного отдела) обновили и исправили данные из издания Уинчелл. Девятое издание стало первым, в которое начали включаться перечни электронных баз данных. Шихи продолжал работу над Путеводителем вплоть до выхода на пенсию в 1987 году.
Несмотря на многолетнее сотрудничество между Американской библиотечной ассоциацией и Колумбийским университетом не существовало официальных договоров или соглашений по вопросу составления издания. Работая над ним, сотрудники университета использовали своё рабочее время, поэтому «часть расходов на составление Путеводителя в течение многих лет субсидировалась Колумбийским университетом». В то же время сотрудники тратили на его составление значительную часть и личного времени, например, для работы над седьмым изданием Уинчелл брала годовой отпуск.
Редакция дополнения к 10-му изданию и всего 11-го издания была доверена Роберту Белею (англ. Robert Balay; 1930—2017) — сотруднику журнала «Association of College and Research Libraries’ Choice» и бывшему руководителю справочного отдела библиотеки Йельского университета. По мере роста числа наименований справочной литературы Путеводитель перестал быть трудом авторов-одиночек, становясь все более коллегиальным проектом людей, работавших в библиотеках всей страны.
При составлении десятого издания по-прежнему в основном использовались каталожные карточки, хотя уже при подготовке девятого издания началось создание машиночитаемой базы данных, содержимое которой первоначально хранилось на магнитной ленте. В 1992 году планировалось, что в будущем для более оперативного обновления содержащейся в Путеводителе информации, он будет издаваться на других носителях — на CD-ROM либо в онлайн-формате.
Общее количество проданных экземпляров 7—10-го изданий по данным на 1992 год составило свыше 127,5 тыс., что делало Путеводитель наиболее популярной книгой из издававшихся Американской библиотечной ассоциацией.
В 2000—2002 годы разрабатывался проект выпуска 12-го издания Путеводителя под названием «Guide to Reference Sources» и под редакцией Роберта Кифта, библиотекаря Хаверфордского колледжа, затем Оксидентал-колледжа. Издание планировалось осуществить в 2004 году; предполагалось, что оно станет первым, которое будет существовать также и в электронном виде и включать в себя ссылки на Интернет-ресурсы. Над проектом работало свыше шестидесяти редакторов. Проект не был реализован, поскольку читатели всё чаще обращались к электронным справочным базам данных (например, EBSCOhost и JSTOR), а к услугам Путеводителя — все реже.
Вместо издания на бумаге в 2008 году был запущен «Справочник по справочникам» (англ. Guide to Reference) — преемник первоначального издания, представлявший собой онлайн-базу данных как печатных, так уже и Интернет-справочников. Отобранные и аннотированные редакционной группой справочные издания (свыше 16 тысяч) были сгруппированы по темам. База данных велась и регулярно обновлялась Американской библиотечной ассоциацией в сотрудничестве с издательством «ALA Publishing» и была доступна по платной подписке. Последним главным редактором онлайн-версии Путеводителя была Дениз Бобьен Беннетт (англ. Denise Beaubien Bennett), библиотекарь Научной библиотеки им. Марстона при Флоридском университете. Для включения в Путеводитель редакторы выбирали те издания, которые «хорошо зарекомендовали себя в исследовательской среде <…> особое внимание уделяется недавно опубликованным изданиям».
31 марта 2016 году доступ к базе данных был закрыт, поскольку, как заявили издательство и редакционный совет Путеводителя, «текущий деловой климат делает продолжение издания нецелесообразным».

## Принципы составления
В первую очередь Путеводитель давал информацию о справочных изданиях на английском языке (он составлялся библиотекарями преимущественно Колумбийского университета), однако каких-либо явных ограничений на языки публикаций не существовало, поскольку не существовало таких ограничений и при пополнении фондов библиотеки-работодателя участников проекта. К примеру, подраздел «Зарубежные языки» (англ. Foreign Language) раздела «Encyclopedias» 10-го издания Путеводителя включал описания универсальных энциклопедий на португальском, чешском, датском, голландском, финском, французском, немецком, венгерском, итальянском, японском, норвежском, польском, русском, испанском, шведском и турецком языках и иврите.
За все годы издания Путеводителя политика включения или исключения изданий из него не была сформулирована в явном виде, оставляя составителям право самостоятельно определять ценность и полезного того или иного справочного издания. Также у Путеводителя не было редакционного совета, формирующего политику издания в целом.

## Список изданий
| Издание                              | Название                                                                                      | Год выпуска                                           | Редактор-составитель                                                 | Число страниц | Число описанных справочных изданий |
| ------------------------------------ | --------------------------------------------------------------------------------------------- | ----------------------------------------------------- | -------------------------------------------------------------------- | ------------- | ---------------------------------- |
| 1                                    | Guide to the Study and Use of Reference Books. A Manual for Librarians, Teachers and Students | 1902 (дополнительный тираж — 1904)                    | Э. Б. Крёгер                                                         | 104           | 1000                               |
| 2                                    | Guide to the Study and Use of Reference Books                                                 | 1908                                                  | Э. Б. Крёгер                                                         | 147           | 1200                               |
| 2, 1-е дополнение (1909—1910)        | 2, 1-е дополнение (1909—1910)                                                                 | 1911                                                  | А. Г. Мадж                                                           | 48            |                                    |
| 2, 2-е дополнение (1911—1913)        | 2, 2-е дополнение (1911—1913)                                                                 | 1914                                                  | А. Г. Мадж                                                           | 48            |                                    |
| 3                                    | Guide to the Study and Use of Reference Books                                                 | 1917                                                  | А. Г. Мадж                                                           | 235           |                                    |
| 4                                    | New Guide to Reference Books                                                                  | 1923                                                  | А. Г. Мадж                                                           | 278           |                                    |
| 5                                    | Guide to Reference Books                                                                      | 1929                                                  | А. Г. Мадж                                                           | 370           |                                    |
| 5, 1-е дополнение (1929)             | 5, 1-е дополнение (1929)                                                                      | 1930                                                  | А. Г. Мадж, Дорис Рид, К. М. Уинчелл                                 | 47            |                                    |
| 5, 2-е дополнение (1930)             | 5, 2-е дополнение (1930)                                                                      | 1931                                                  | А. Г. Мадж, Д. Рид, К. М. Уинчелл                                    | 39            |                                    |
| 5, 3-е дополнение (1931—1933)        | 5, 3-е дополнение (1931—1933)                                                                 | 1934                                                  | А. Г. Мадж, К. М. Уинчелл                                            | 87            |                                    |
| 6                                    | Guide to Reference Books                                                                      | 1936                                                  | А. Г. Мадж                                                           | 504           | 4000                               |
| 6, 1-е дополнение (1935—1937)        | 6, 1-е дополнение (1935—1937)                                                                 | 1939                                                  | А. Г. Мадж                                                           | 69            |                                    |
| 6, 2-е дополнение (1938—1940)        | 6, 2-е дополнение (1938—1940)                                                                 | 1941                                                  | К. М. Уинчелл                                                        | 106           |                                    |
| 6, 3-е дополнение (1941—1943)        | 6, 3-е дополнение (1941—1943)                                                                 | 1944                                                  | К. М. Уинчелл                                                        | 115           |                                    |
| 6, 4-е дополнение (1944—1946)        | 6, 4-е дополнение (1944—1946)                                                                 | 1947                                                  | К. М. Уинчелл                                                        | 94            |                                    |
| 7                                    | Guide to Reference Books                                                                      | 1951 (дополнительные тиражи — 1954, 1957, 1959, 1962) | К. М. Уинчелл                                                        | 645           | 5500                               |
| 7, 1-е дополнение (1950—1952)        | 7, 1-е дополнение (1950—1952)                                                                 | 1954                                                  | К. М. Уинчелл, Олив Джонсон                                          | 117           | 1000                               |
| 7, 2-е дополнение (1953—1955)        | 7, 2-е дополнение (1953—1955)                                                                 | 1956                                                  | К. М. Уинчелл                                                        | 134           | 1200                               |
| 7, 3-е дополнение (1956—1958)        | 7, 3-е дополнение (1956—1958)                                                                 | 1960                                                  | К. М. Уинчелл, Джон Нил Уэдделл, Элеанор Бьюст                       | 145           | 1230                               |
| 7, 4-е дополнение (1959 — июнь 1962) | 7, 4-е дополнение (1959 — июнь 1962)                                                          | 1963                                                  | К. М. Уинчелл, Дж. Н. Уэдделл, Э. Бьюст, Ю. П. Шихи                  | 151           | 1300                               |
| 8                                    | Guide to Reference Books                                                                      | 1967 (дополнительные тиражи — 1968, 1970, 1974)       | К. М. Уинчелл                                                        | 741           | 7500                               |
| 8, 1-е дополнение (1965—1966)        | 8, 1-е дополнение (1965—1966)                                                                 | 1968                                                  | Ю. П. Шихи                                                           | 122           | 1100                               |
| 8, 2-е дополнение (1967—1968)        | 8, 2-е дополнение (1967—1968)                                                                 | 1970                                                  | Ю. П. Шихи, Рита Кекайссен                                           | 165           |                                    |
| 8, 3-е дополнение (1969—1970)        | 8, 3-е дополнение (1969—1970)                                                                 | 1972                                                  | Ю. П. Шихи, Р. Кекайссен, Айлин Макилвейн                            | 190           |                                    |
| 9                                    | Guide to Reference Books                                                                      | 1976 (дополнительные тиражи — 1977, 1983)             | Ю. П. Шихи, Р. Кекайссен, А. Макилвейн                               | 1015          | 10 000                             |
| 9, 1-е дополнение                    | 9, 1-е дополнение                                                                             | 1980                                                  | Ю. П. Шихи, Р. Кекайссен, А. Макилвейн, Дайан Гун и др.              | 305           |                                    |
| 9, 2-е дополнение                    | 9, 2-е дополнение                                                                             | 1982                                                  | Ю. П. Шихи, Р. Кекайссен, А. Макилвейн, Д. Гун и др.                 | 243           |                                    |
| 10                                   | Guide to Reference Books                                                                      | 1986                                                  | Ю. П. Шихи, Р. Кекайссен, А. Макилвейн, Д. Гун, Джанет Шнайдер и др. | 1560          | 14 000                             |
| 10, 1-е дополнение (1985—1990)       | 10, 1-е дополнение (1985—1990)                                                                | 1992                                                  | Р. Белей, Ю. П. Шихи                                                 | 613           | 4500                               |
| 11                                   | Guide to Reference Books                                                                      | 1996                                                  | Р. Белей                                                             | 2020          | 15 500                             |

К изданиям с первого по четвёртое ежегодно публиковались дополнения в периодике — журналах «Library Journal» и «Booklist».

## Оценки
При описании седьмого издания советский историк и библиограф Константин Симон (1887—1966) сообщал, что информация из Путеводителя охватывает все отрасли знания и предназначена преимущественно для сотрудников неспециализированных библиотек, поскольку в основном в нём упоминаются справочники универсальной, а не отраслевой тематики. Он указывал, что большая часть аннотаций «подробны и тщательны», их «можно считать образцовыми по точности и надежности». Тем не менее они в массе своей посвящены работам на английском языке, в первую очередь, американским, а число изданий на французском и немецком языках незначительно. Литература на итальянском, испанском и скандинавских языках представлена ещё слабее, а на славянских вообще и русском в частности — «совершенно недостаточно».
При рецензировании восьмого издания американский историк, преподаватель иврита в Калифорнийском университете в Беркли и библиотекарь библиотеки того же университета Шелдон Брансвик (англ. Sheldon R. Brunswick), отмечая высокое качество и полезность издания, писал, что Путеводитель «оставляет желать лучшего в разделах „Islamica“ и „Judaica“ <…> [для] произведений, написанных нелатинским шрифтом, например, на арабском или иврите <…> представляется желательным делать запись в латинизации нелатинского шрифта». Указывается на ограниченное число источников рецензий для упоминаемых работ, неточности при составлении заголовков и транслитерации имён, пропуск арабских, персидских и турецких энциклопедий, работ по библиографии иудаизма, еврейской нумизматике и лингвистике арабского языка и, наоборот, включение ряда малозначимых работ.
При рецензировании девятого издания американский библиотекарь, обозреватель и автор справочников профессор Университета штата Нью-Йорк в Олбани Уильям Кац (1924—2004) отмечал, что «Путеводитель начинает страдать от недостатка критики. <…> Великолепная работа Мадж и Уинчелл находится под угрозой возведения её в ранг закона». Автор указывал на избыточно частое повторное использование аннотаций из предыдущих изданий, недостаточную частоту обновления и отсутствие в полной мере критических аннотаций. Им было предложено, что данные проблемы возможно решить, если разделить работу над Путеводителем между бо́льшим количеством людей и бо́льшим числом библиотек.
При рецензировании девятого издания американский библиотекарь, историк и автор справочников украинского происхождения Богдан-Степан Вынар (англ. Bohdan-Stepan Vynar; 1926—2013) писал, что Путеводитель «можно смело рекомендовать для библиотек всех типов», но при этом отмечал следующие недостатки:
- у издания имеются проблемы с актуальностью, поскольку в нём упоминаются только справочники, изданные по 1973 год включительно;
- многие аннотации и библиографические ссылки содержат не только ошибки, перенесённые из предыдущих изданий, но и добавляют новые;
- большинство «аннотаций кратки; они носят описательный, но редко критический характер», «аннотации стали краткими, иногда до бессмысленности»;
- советские издания на русском и украинском языках включаются произвольно и непоследовательно;
- произвольно и непоследовательно включаются отраслевые справочные издания по философии;
- «многие издания <…> представляют лишь сентиментальную ценность и могут быть смело исключены».

Десятое издание Вынар оценивал гораздо выше.
При описании девятого издания американский библиотекарь, журналист и фотограф Арт Плотник (1937—2020) сообщал, что путеводитель хорошо известен «сильными сторонами (национальная и историческая библиография) и традиционными слабыми (бизнес, экономика и некоторые науки)».
При рецензировании девятого издания американский библиотекарь, руководитель справочного отдела библиотеки Чикагского университета Кристин Реб Лонгстрит (англ. Christine Reb Longstreet; 1914—1995) отмечала, что из Путеводителя были исключены, хотя и непоследовательно, работы, посвящённые отдельным авторам (в частности, всем американским и ряду немецких и французских), поэтому у читателя, по её мнению, могло создаться впечатление о том, что «в национальной литературе нет индивидуальных материалов об авторах». Организация раздела HS, посвящённого социальным наукам, и изменение нумерации классов внутри разделов AC—AH показались ей неудачными. Положительно было оценено добавление для каждого издания номеров по классификации Библиотеки Конгресса и использование в предметном указателе номеров работ вместо номеров страниц. Была также отмечена высокая стоимость издания.